# Lubno (Frýdlant nad Ostravicí)
Lubno u Frýdlantu nad Ostravicí (ursprünglich Lubna bzw. Łubna; deutsch Lubno, polnisch Lubno und Łubno) ist ein ländlicher, nordöstlicher Ortsteil der Stadt Frýdlant nad Ostravicí in Tschechien. Er liegt am rechten Ufer des Flusses Ostravice, innerhalb der historischen Landschaft Teschener Schlesien, sowie der Lachei.

## Geschichte
Der schlesische Ort am Grenzfluss der Kastellanei der Stadt Teschen gegenüber Mähren wurde im Jahr 1281 als Lubno erstmals urkundlich erwähnt, als 100 fränkische Hufen an die Prämonstratenser von Wladislaus I. von Oppeln-Ratibor in magnos a terminis ville, que Lubna dicitur, circa terminos Moravie iusta fluvios Ostraviam verliehen wurden. Im Jahr 1290 entstand das Herzogtum Teschen, dessen erster Herzog Mieszko I. am 2. August 1297 mit dem Olmützer Bischof Theoderich von Neuhaus die Grenze an der Ostravitza bestätigte. Es wurden zwei Dokumente auf beiden Seiten ausgestellt, worin das Gebiet am rechten Ufer im Lateinischen als Polen bezeichnet wurde (super metis et terminie apud Ostraviam in minibus buno rum ducatus nostri et episcopatus Olomucensis pro eo, quod fluvius idem qui de beret metas Polonie et Moravie distingire). Die Grenze verlor an Bedeutung im Jahr 1327, als das Herzogtum Teschen unter die Oberhoheit der Krone Böhmen kam, jedoch bestand die kirchliche Grenze zwischen dem Bistum Breslau und dem Bistum Olmütz bis zum Jahr 1978 an der Ostravitza.
Der Ortsname tauchte zum anderen Mal im Jahr 1450 als Lubnu Lhotu auf, in der Zeit der Einführung der tschechischen Amtssprache im Herzogtum. Die Erwähnung von Lhota war einmalig, während der Ortsname vom urslawischen *lub-/l´ub- (polnisch łub, deutsch Rinde) bzw. łubo (entrindeter Baum) abgeleitet war. Weniger wahrscheinlich ist, dass er von einem mit Lub- beginnenden Personennamen (z. B. Luba) stammt. Die Form Lubno etablierte sich erst im 17. und 18. Jahrhundert, wahrscheinlich durch die Entwicklung å ≥ o und den Ausgleich mit dem Affix -no.
Im Jahr 1426 gehörte die Stelle des Vogts von Lubno zu Jakubek aus Brzezowice. Das Dorf teilte die Geschichte mit der Stadt Friedek, mit der es 1450 von Boleslaus II. von Teschen an seine Ehefrau Anna Bielska († 1490) verlieh und 1573 aus dem Herzogtum Teschen als die Freie Minderherrschaft Friedek ausgegliedert wurde.

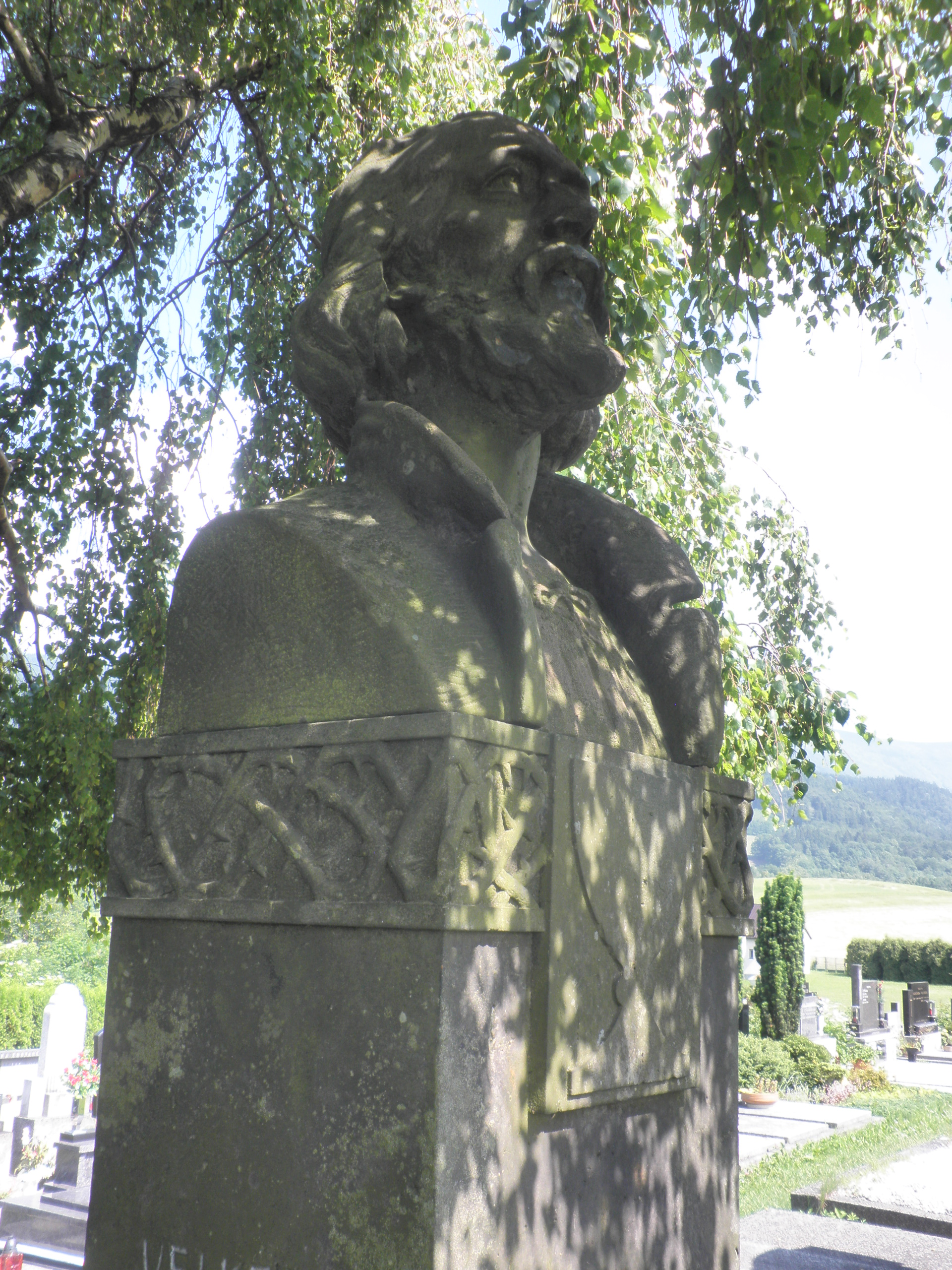
Denkmal von Jan Hus (1921)

In der Beschreibung Teschener Schlesiens von Reginald Kneifl im Jahr 1804 hatte Lubno 85 Häuser mit 485 Einwohnern schlesisch-mährischer Mundart, die nach Borowka eingepfarrt waren. Nach der Aufhebung der Patrimonialherrschaften bildete es ab 1850 eine Gemeinde in Österreichisch-Schlesien, Gerichtsbezirk Friedek bis 1901 im Bezirk Teschen, dann im Bezirk Friedek. Das Dorf war überwiegend von tschechischsprachigen (Oberostrauer Mundart) Römisch-Katholiken bewohnt, die sich Lachen nannten. Die Protestanten hatten einen Friedhof, wo 1921 ein Denkmal von Jan Hus errichtet wurde.
Nach dem Zusammenbruch Österreich-Ungarns Ende 1918 wurde Lubno ein Teil der Tschechoslowakei. Ab 1939 im Protektorat Böhmen und Mähren.